# Malamaʻihanaʻae
Malamaʻihanaʻae — također poznata kao Makeʻamalamaʻihanai — bila je havajska gospa i poglavarica Velikog otoka; rođakinja i supruga velikog poglavice Kalapane.

## Biografija
Malamaʻihanaʻae je najvjerojatnije rođena na Velikom otoku. Njeni roditelji su bili muškarac imenom Piʻikalani (kalani = „nebeski”) i njegova supruga, Kalamea I. (Kalama) – rođakinja poglavice Kanipahua od Velikog otoka. Kanipahuov je sin bio Kanaloa, koji je vjerojatno bio otac poglavice Kalapane.
Kanipahu je morao pobjeći na Molokai te je uzurpator Kamaiole postao vladar otoka. Malamaʻihanaʻae se udala za Kalapanu, koji je zavladao otokom nakon što je Kamaiole ubijen. Kalapana i Malamaʻihanaʻae su imali sina zvanog Kahaimoelea (Kahai IV.). Nakon što je Kalapana umro oko 1285., Kahai je zavladao.
Drugi muž Malamaʻihanaʻae bio je Haunaʻakamahala, koji je bio svećenik. On je naredio izgradnju hrama. Njihova je kći bila dama Kapo-a-Kauluhailea, koja se udala za svog polubrata Kahaija te je bila majka velikog Kalaunuiohue.
Nepoznato je kada je Malamaʻihanaʻae umrla. Dvor njezinog sina bio je u dolini Waipio.